# Milo Martin

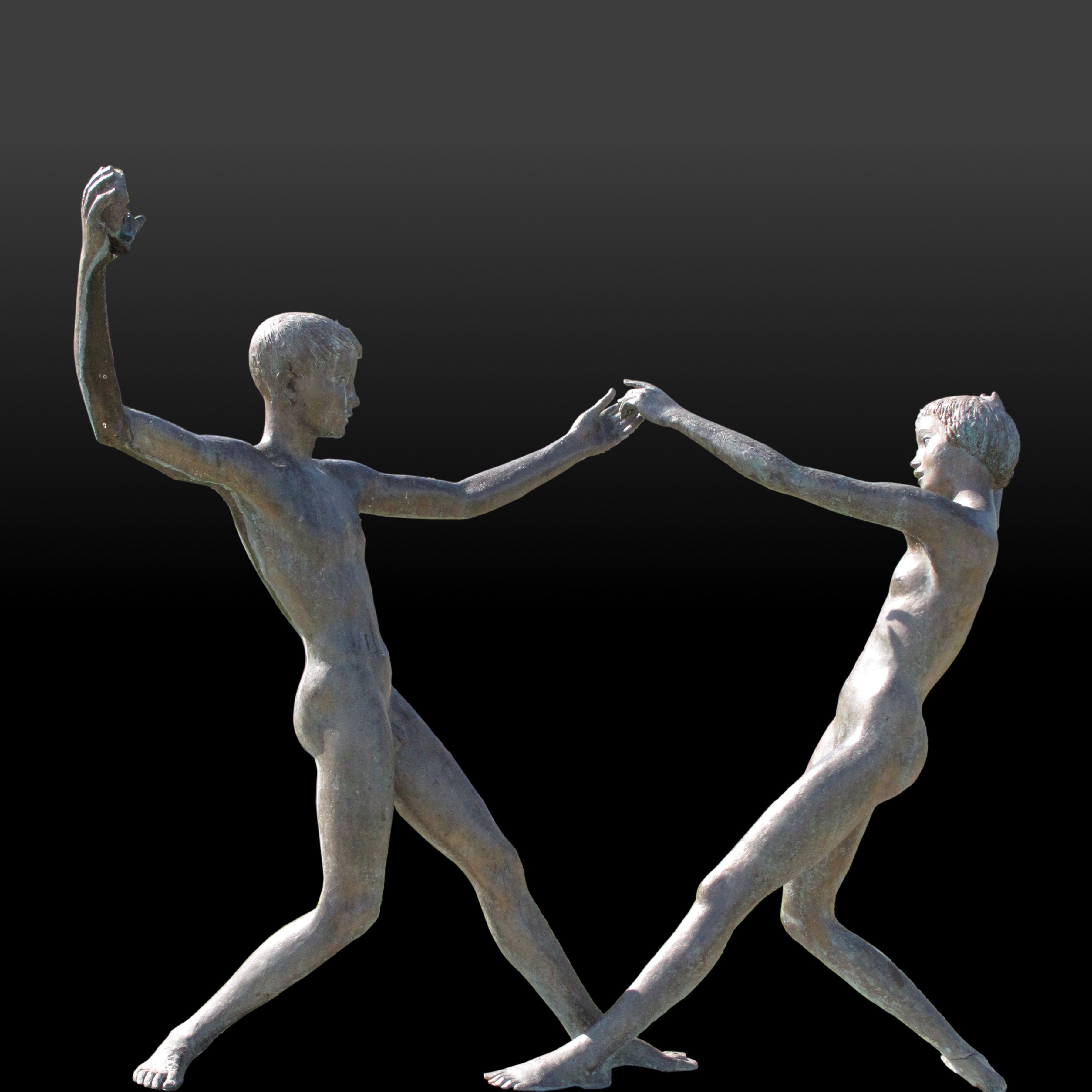
Chico y chica, bronce, 1962-1963. Quai Lochmann, Morges, Suiza.

Milo Martin (Morges  6 de febrero de 1893 - Lausana 26 de julio de 1970) fue un escultor y grabador de medallas  suizo, oriundo del Cantón de Vaud.

## Vida y obras
Originario de Sainte-Croix e hijo del grabador y litógrafo Émile Martin, Milo Martin estudió en Lausanne, Ginebra- en especial con Carl Albert Angst -  Roma y Florencia, pero no aprobaba los métodos de enseñanza en la escuela de arte y decidió trabajar solo. Se especializó en esculturas de desnudos y retratos realistas tradicionales, así como la creación de medallas.
Instalado en la Orangerie del Parc Mon-Repos, Milo Martin es autor de numerosas esculturas dispersas principalmente en la región de Lausana. Comenzó a viajar por diferentes países europeos, donde presentó sus obras en exposiciones internacionales (Bruselas, 1928; Ámsterdam, 1928; París, 1934; Viena, 1937; El Cairo y Alejandría, 1938; Nueva York, 1939-1940).
Recibió  numerosos premios: primer premio en el concurso nacional por la Medalla de la Exposición Nacional Suiza (Berna, 1913). Una medalla de plata en la competición de escultura de los Juegos Olímpicos de Ámsterdam  de 1928; fue superado por el francés Paul Landowski (oro) y superó al alemán Renée Sintenis (bronce). "laureles de oro" (Viena, 1937) . Recibió muchos encargos públicos y la dirección de 1931 a 1936, de la Comisión Federal de Bellas Artes. Marcó la escultura de la Romandía en el período de entreguerras.